# Collider Detector at Fermilab
Il Collider Detector at Fermilab (CDF) è stato un rivelatore per la fisica delle particelle elementari che raccolse i risultati delle collisioni protone-antiprotone prodotte dall'acceleratore Tevatron situato al laboratorio Fermilab, fuori Chicago.
Il Tevatron ha iniziato la sua attività nel 1985 ed è stato spento definitivamente il 30 settembre 2011. L'energia delle collisioni nel centro di massa è passata da 1.8 TeV a 1.96 TeV nel 2001 dopo numerosi miglioramenti del Tevatron).
La collaborazione CDF si compone di circa 600 scienziati provenienti da 70 università e centri di ricerca sparsi per tutto il mondo.
L'Italia ha contribuito come socio fondatore dell'esperimento insieme a Stati Uniti e Giappone, attraverso l'INFN con le università di Pisa, Padova, Roma "La Sapienza", Bologna, Trieste, Pavia, Siena e i laboratori nazionali di Frascati. 
Il rivelatore pesa circa 5000 tonnellate e si estende per circa 12 metri nelle tre dimensioni. Il rilevatore è progettato per studiare un ampio numero di tipologie di eventi attraverso cui:
- studiare proprietà della QCD (Cromodinamica quantistica)
- effettuare misure di precisione di fisica elettrodebole (Fisica dei bosoni W e Z)
- studiare la fisica del quark b (bottom o beauty)
- esplorare la fisica del quark top
- cercare fisica oltre il Modello Standard

CDF è particolarmente rilevante nella storia della fisica delle particelle elementari per la scoperta del quark top
nel 1995. La scoperta del quark top ha completato le tre generazioni di quark, in analogia alle tre generazioni di leptoni, nel Modello Standard delle interazioni fondamentali.
Altre misure di fondamentale importanza effettuate con l'esperimento CDF sono la più precisa misura di massa del bosone W, la misura di precisione del quark top, l'esclusione dell'ipotetico bosone di Higgs con masse comprese tra 163 e 166 GeV. Alcuni di questi risultati sono prodotti combinando i dati sulle collisioni raccolte dall'esperimento CDF con quelle raccolte dall'esperimento gemello DØ situato circa un km di distanza nell'anello del Tevatron: il 19 giugno 2010 è stata mostrata la combinazione dei dati dei due esperimenti, nella quale è mostrata un'esclusione dell'Higgs al di sotto di 114 GeV e nell'intervallo tra 158 e 175 GeV.
Sebbene l'esperimento abbia terminato la presa dati, la collaborazione CDF (così come la collaborazione DØ) continuerà l'analisi dei dati raccolti per diversi anni, con implicazioni per le ricerche (indirette) di nuova fisica e per misure di precisione del Modello Standard.